# エステンフェルト
エステンフェルト (ドイツ語: Estenfeld) はドイツ連邦共和国バイエルン州ウンターフランケン地方のヴュルツブルク郡の町村（以下、本項では便宜上「町」と記述する）で、エステンフェルト行政共同体の本部所在地である。キュルナッハ川の渓谷に位置するこの町は、太古から人が住んでいた地で、文献上の初出からでも1100年以上の歴史を有する。

## 地理
エステンフェルトの町をキュルナッハ川が流れている。一部は暗渠になっているが、町の建物はキュルナッハ渓谷の西側に集中している。川の対岸で建設が盛んになったのは最近のことである。古い町並みは北東向きに広がっていった。風向きや天候の変化は主に西から変化する。雨や嵐が東から来ることは滅多にない。地元の人は東から来る嵐は強烈だという。

### 自治体の構成
この町は、公式には3つの地区 (Ort) からなる。このうち小集落や孤立農場などを除く集落を以下に列記する。
- エステンフェルト
- ミュールハウゼン

## 歴史
石器時代にはすでにこの町の領域は定住地になっていた。エステンフェルトは844年に "Espinaveld" として初めて文献に記録されている。エステンフェルトはヴュルツブルク司教領の一部として1803年にまずバイエルン大公領に世俗化された。その後プレスブルクの和約（1805年）に基づいてトスカーナ大公フェルディナンド3世によって創設されたヴュルツブルク大公国に移されたが、1814年に最終的にバイエルン王国領となった。バイエルンの行政改革に伴う1818年の市町村令により、現在の自治体が成立した。

### 宗教
エステンフェルトはカトリックとプロテスタントの教会組織がある。町の守護聖人は聖マウリティウスであり、カトリック教会はこの聖人にちなんで名付けられている。国家社会主義の時代までエステンフェルトにはユダヤ人が住んでいた。旧シナゴーグ跡の広場には、ユダヤ人達によって記念碑が建てられた。

### 町村合併
1978年にミュールハウゼンが自主的にエステンフェルトに合併した。

## 行政
エステンフェルトには2008年現在、3つの政治グループが町議会に議席を占めている。町議会は16人の議員で構成され、これに町長が加わる。

### 姉妹都市
- ユオドゥペ、オベレイ、パンデリース（リトアニア、パネヴェジース郡）
これら3つの町はいずれもパネヴェジース郡ロキシュキス地区自治体に属し、小都市ロキシュキスの周辺に位置する。

## 経済と社会資本

### 交通
エステンフェルトは連邦アウトバーンA7号線（ヴュルツブルク/エステンフェルト・インターチェンジ）および連邦道B19号線沿いに位置している。これらはエステンフェルトやキュルナッハの町を迂回して走っている。1986年までB19号線はエステンフェルトの町中を走っていた。

## 引用
1. ↑  https://www.statistikdaten.bayern.de/genesis/online?operation=result&code=12411-003r&leerzeilen=false&language=de Genesis-Online-Datenbank des Bayerischen Landesamtes für Statistik Tabelle 12411-003r Fortschreibung des Bevölkerungsstandes: Gemeinden, Stichtag (Einwohnerzahlen auf Grundlage des Zensus 2011)
2. ↑  Bayerische Landesbibliothek Online